# Porto-Novo
Porto-Novo là thành phố ở phía nam Bénin, thủ đô của quốc gia này, thủ phủ của tỉnh Ouémé, nằm bên phá Porto-Novo (một nhánh của vịnh Guinea). Đây là một trong những thành phố lớn nhất quốc gia này. Thành phố có hải cảng lớn, là trung tâm thương mại và hành chính của khu vực nông nghiệp xung quanh. Cộng đồng này có lẽ đã được thành lập vào cuối thế kỷ 16 làm thủ đô một quốc gia châu Phi. Vào thế kỷ 17, người Bồ Đào Nha đã xây một tiền đồn thương mại ở đây, khu vực này sau đó đã trở thành trung tâm tiếp nhận những người nô lệ châu Phi được đi châu Mỹ được gửi trả lại. Cuối thế kỷ 19, khu vực này thuộc quyền kiểm soát của Pháp và trở thành thủ đô của xứ Dahomey thuộc Pháp năm 1900. Năm 1960, quốc gia này độc lập, Porto-Novo trở thành thủ đô của Benin.

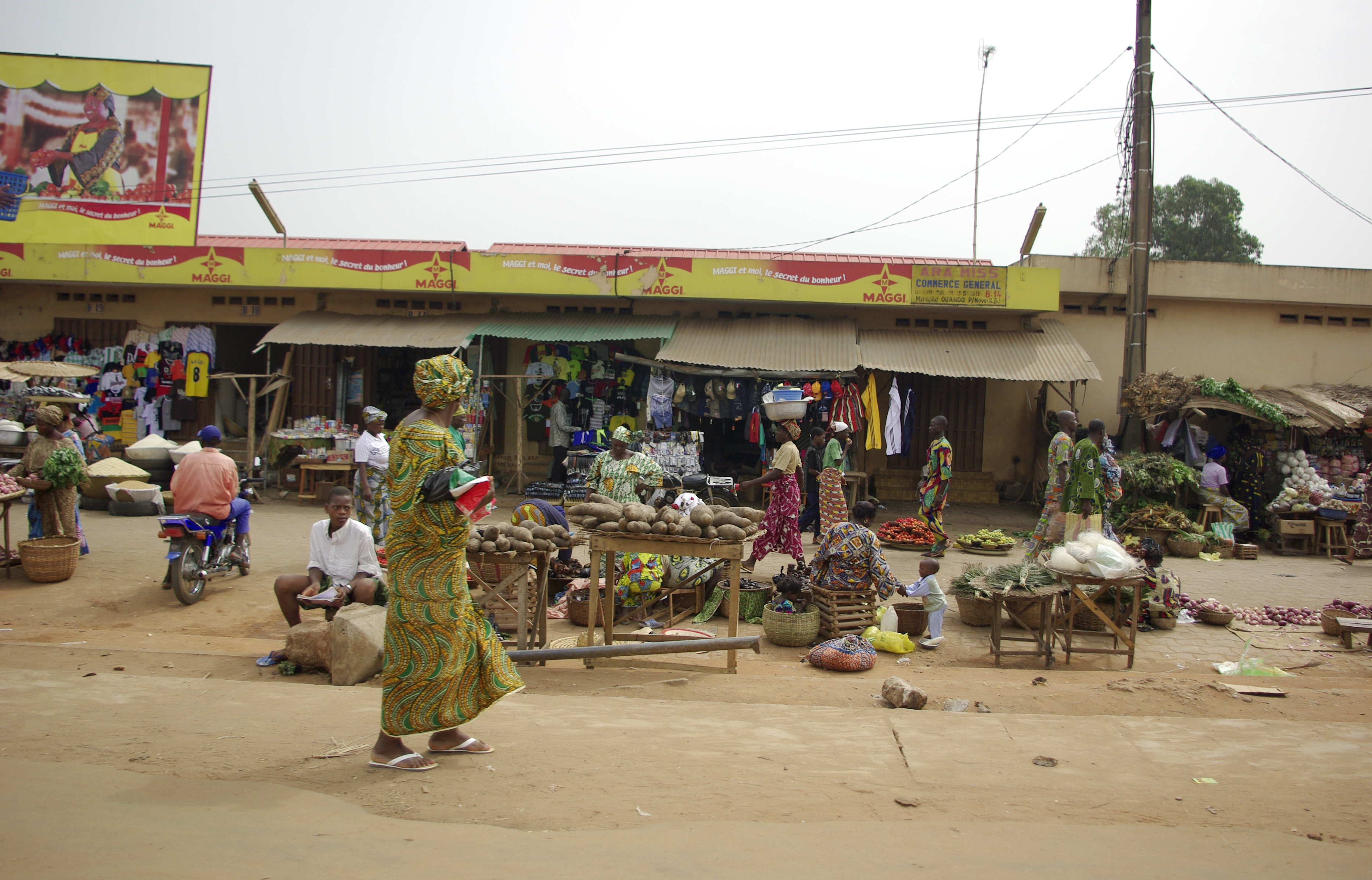
Marché Ouando